# M10 Booker
Le M10 Booker est un véhicule blindé d'appui-feu, et de support d'infanterie armé d'un canon d'un calibre de 105 mm. Issu du programme MFP (Mobile Protected Firepower), il est basé sur le châssis chenillé Ajax, lui-même dérivé du véhicule de combat d'infanterie ASCOD austro-espagnol. Le M10 Booker est nommé en l'honneur de deux soldats américains tués en service lors de deux guerres différentes et qui ont reçu la Medal of Honor à titre posthume, l'un lors de la Seconde Guerre mondiale, l'autre lors de la guerre d'Irak.

## Histoire

### Programme
Le programme de char léger Mobile Protected Firepower (en) est lancé en 2017. Le M8 Buford conçu dans les années 1990 est en lice mais il a été disqualifié en mars 2022. Le General Dynamics Griffin (en) II remportant ce programme, un contrat de 1,14 milliard de dollars fut notifié le 28 juin 2022 au lauréat, pour la livraison de 96 premiers exemplaires,. 	Chaque système  M-10 devrait coûter environ 12,8 millions de dollars. Ils commencent à être livrés, avec plusieurs mois de retard, à partir de 2024 sous le nom de M10 Booker.

### Production
La fabrication des 26 premiers exemplaires de série débute en novembre 2023.
L'armée américaine a pris livraison du premier M10 Booker au Anniston Army Depot (en) en Alabama fin février 2024 et le premier M10 a été baptisé le 18 avril 2024 lors d'une cérémonie au terrain d'essai d'Aberdeen dans le Maryland. En juillet 2024, la 82e division aéroportée américaine basée à Fort Liberty, en Caroline du Nord, a commencé le test opérationnel initial et l'évaluation du M10 Booker.
Les essais opérationnels dans un bataillon comptant 42 M10 Booker auront lieu à la fin de l'année 2024 ou début 2025.
Il était prévu que chaque brigade d'infanterie dispose de 14 M10 Booker. L'US Army prévoyant d'en acquérir un total de 504.
Mais le programme est annulé officiellement le 2 mai 2025 après la livraison d'environ 80 M10 car le véhicule est trop lourd pour son rôle.

## Caractéristiques techniques
La tourelle triplace, en aluminium, reprend l'architecture et la vétronique de la tourelle du M1A2 SEP v3 Abrams afin de faciliter l'entraînement et la conversion des tankistes américains. Le chef d'engin possède un viseur panoramique PASEO conçu par la firme française Safran Optics 1.
Selon les spécifications techniques, le blindage du Booker doit assurer une protection frontale contre les tirs d'obus perforants de 30 mm. Les flancs doivent résister à une rafale d'une mitrailleuse de 14,5 × 114 mm.
Afin d'améliorer sa résistance face aux mines et aux EEI, le plancher du M10 Booker est renforcé par une plaque de blindage ventrale.
Son canon à faible effort de recul M35 de 105 mm est dérivé du prototype de canon EX35 développé au début des années 1980 par les laboratoires Benét de l'arsenal de Watervliet, ce dernier fut testé sur le M8 Buford et le LAV-105. Il doit tirer des obus flèche avec une portée de tir maximale de 4 km et des obus explosifs à une portée de 1,8 km. Il reprend la gamme de munitions de calibre 105×617mmR (en) employée par le M1128 Mobile Gun System dont  l'obus-flèche M900A1. Le canon principal est chargé manuellement. Une mitrailleuse lourde de 12,7 mm est montée sur la trappe du commandant. Deux rangées de quatre lance-grenades fumigènes sont montées de chaque côté à l'avant de la tourelle.
Deux exemplaires doivent pouvoir être emportés par un avion cargo C-17.

## Galerie photo

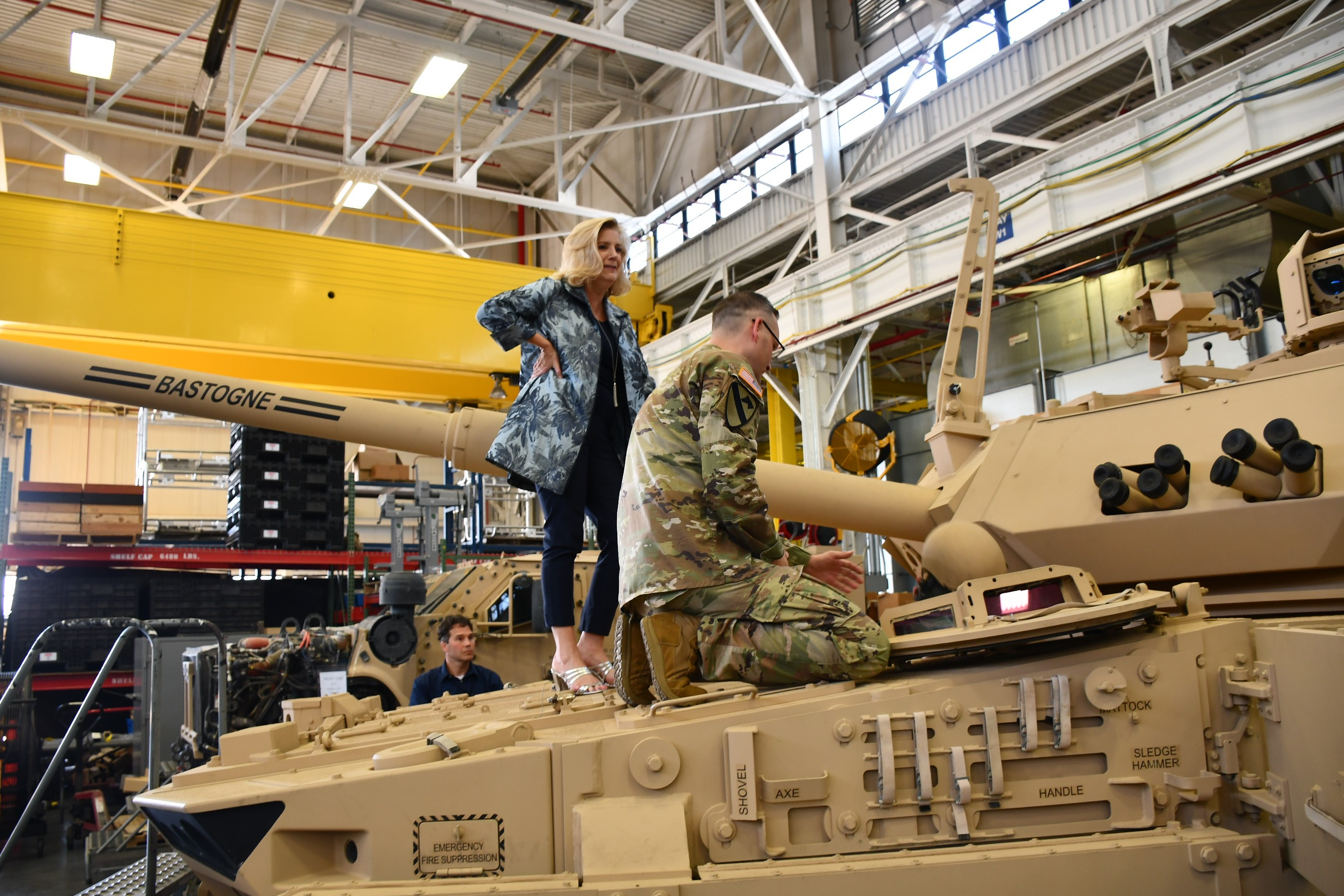
La Secrétaire de l'Armée des États-Unis Christine Wormut inspecte le prototype du Mobile Protected Firepower (MPF) au Prototype Integration Facility de l'arsenal de Détroit, en août 2022.
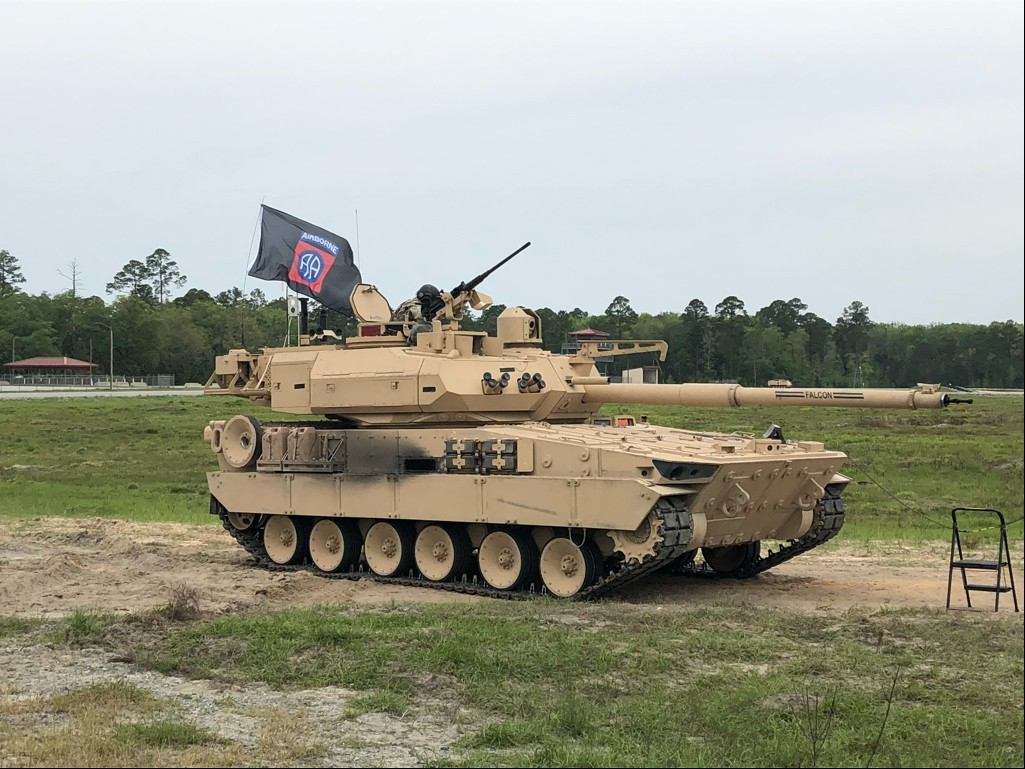
L'échappement du moteur est situé dans le déport de caisse, au-dessus de la chenille droite.
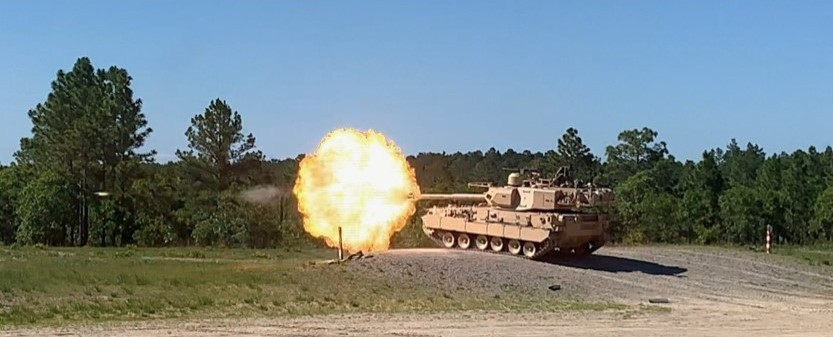
Le MPF lors d'une campagne de tirs au début des années 2020.
Une démonstration de tir réel du M10 Booker, lors d'une cérémonie d'inauguration au terrain d'essai d'Aberdeen, le 18 avril 2024.